# Commonwealth Avenue (Boston)

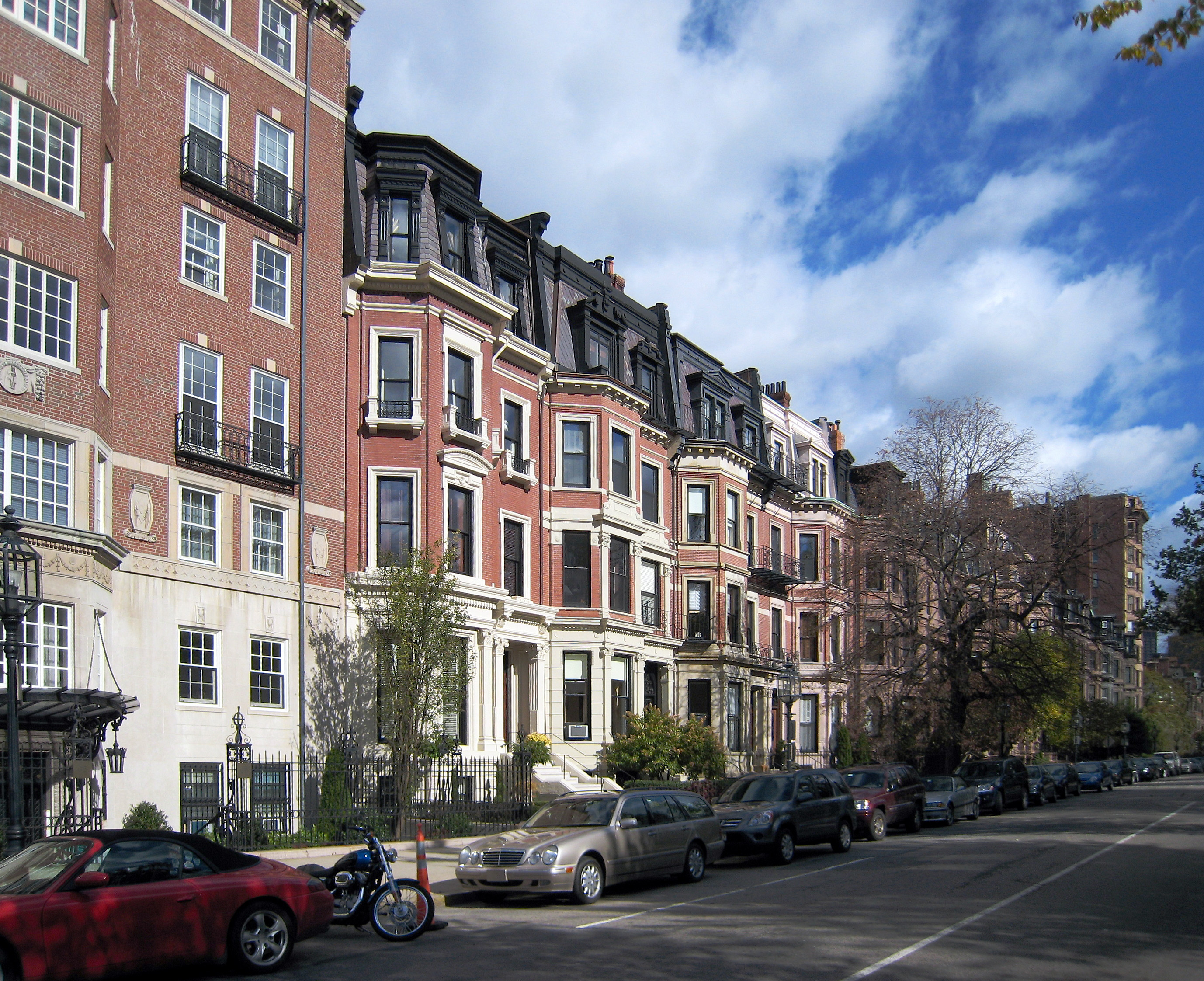
Die Commonwealth Avenue 2006

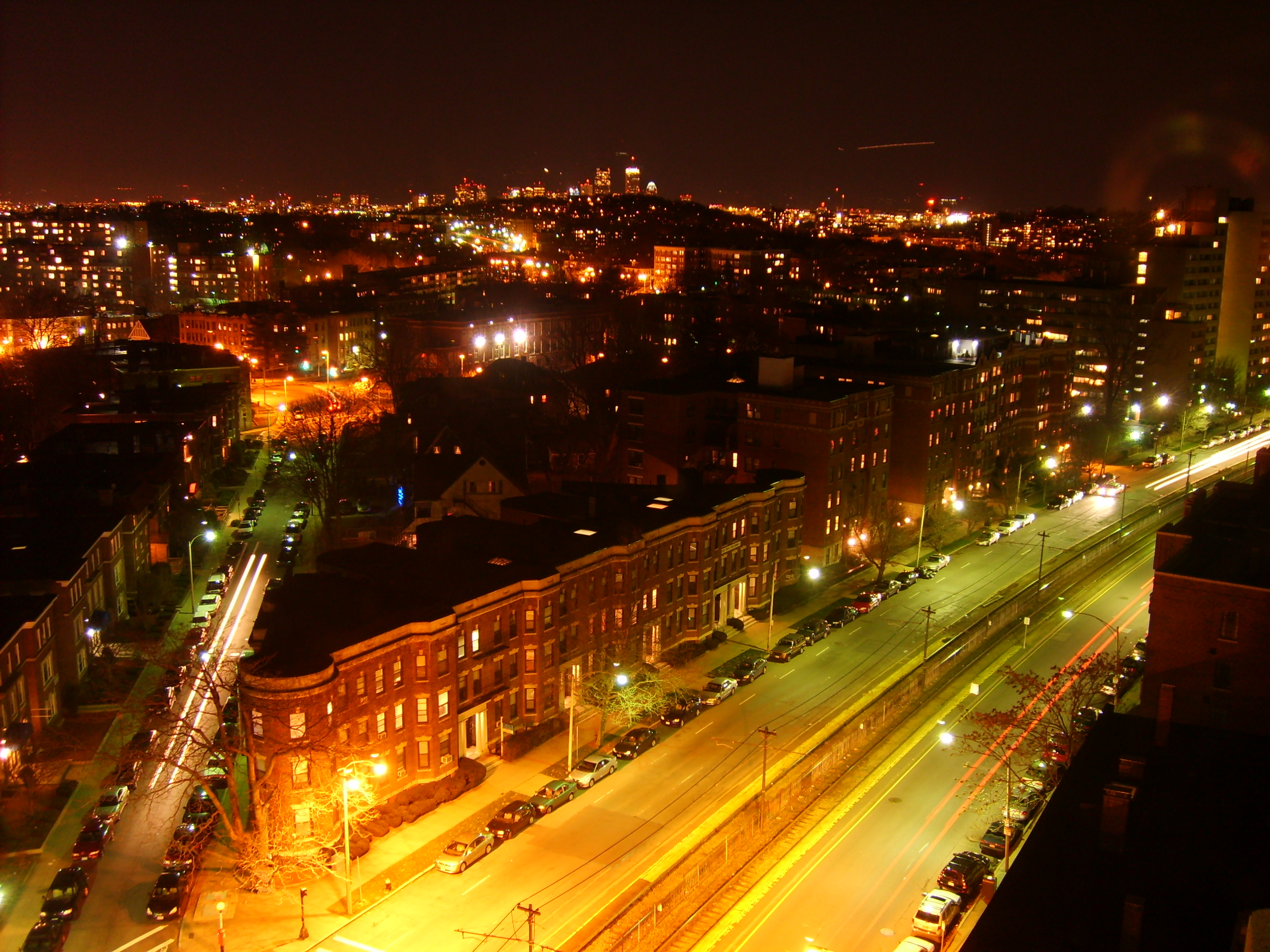
Die Commonwealth Avenue in Brighton (2007)

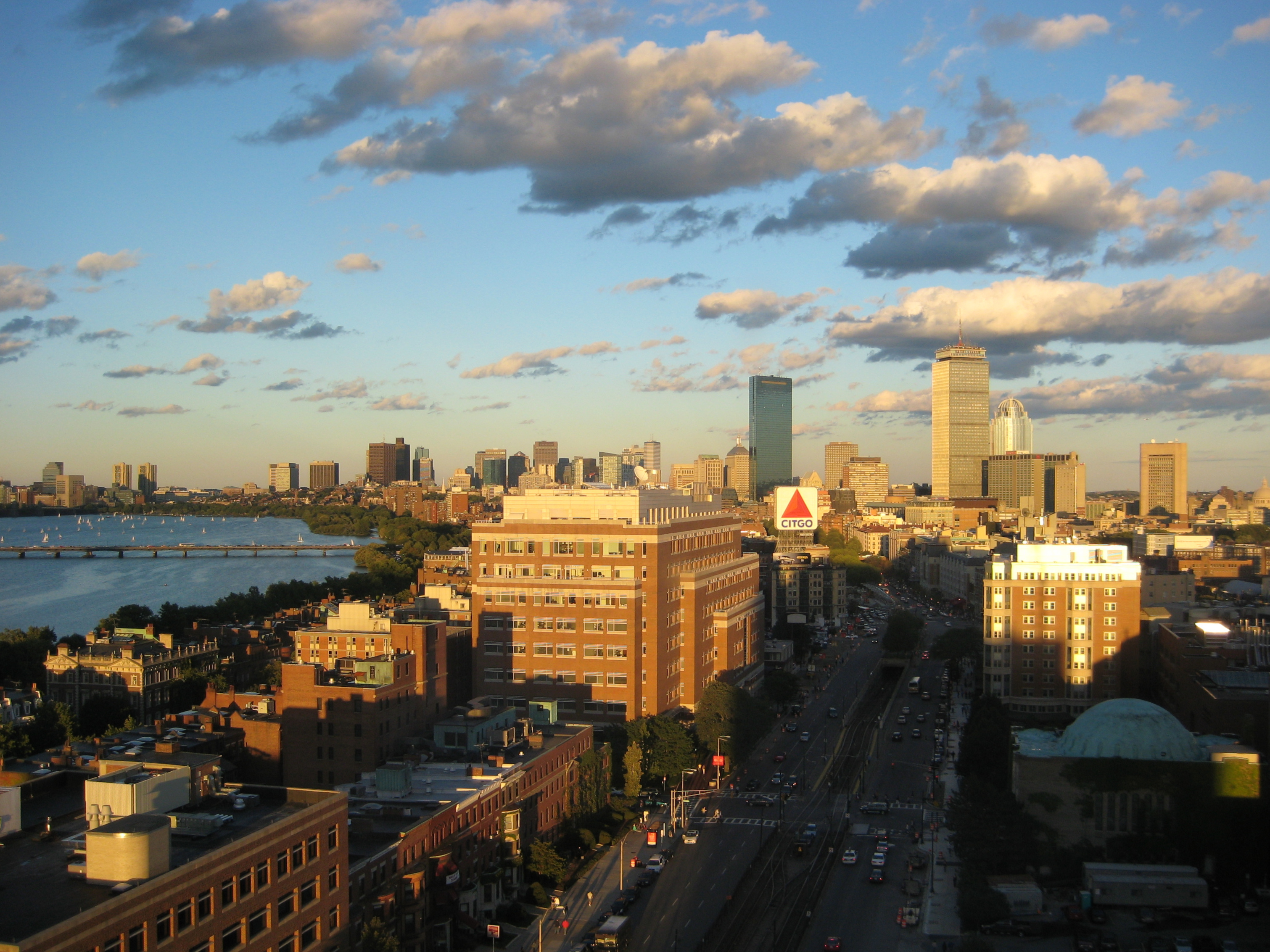
Die Straße nahe dem Kenmore Square (2007)

Die Commonwealth Avenue (von den Einwohnern üblicherweise als Comm Ave bezeichnet) ist eine große Straße in den Städten Boston und Newton im Bundesstaat Massachusetts der Vereinigten Staaten. Sie beginnt an der westlichen Ecke des Boston Public Garden und verläuft in westlicher Richtung durch den Stadtteil Back Bay sowie über den Kenmore Square. Anschließend führt der Weg weiter durch Allston, Brighton und Chestnut Hill. Von dort verläuft die Commonwealth Avenue als Teil der Route 30 durch Newton bis zur Überquerung des Charles River an der Grenze zu Weston.

## Hintergrund
Die Straße wird häufig mit den von Georges-Eugène Haussmann angelegten Boulevards in Paris verglichen. Sie ist als Parkway ausgelegt und wird auf halbem Weg durch einen breiten, grasbewachsenen Grünstreifen unterbrochen. Auf dieser Commonwealth Avenue Mall befinden sich viele Statuen und Gedenkstätten. Dieser Teil der Strecke bildet den engsten Abschnitt des Emerald Necklace, indem er den Boston Public Garden mit den Back Bay Fens verbindet.
Dort, wo die Straße den Kenmore Square erreicht, kommt die MBTA-Green Line B aus dem Untergrund an die Oberfläche und führt im Zentrum der Straße durch den Campus der Boston University sowie durch die Stadtteile Allston und Brighton bis nach Newton in der Nähe des Boston College. Der Teilbereich in Newton besteht aus zwei Fahrbahnen, die durch einen mit Bäumen bewachsenen Grasstreifen voneinander getrennt sind.

## Geschichte
Die Commonwealth Avenue Mall wurde von Arthur Delevan Gilman entworfen. Frederick Law Olmsted zeichnet für den Abschnitt in Newton verantwortlich, ebenso für die Integration des Parkway in das System des Emerald Necklace. Die erste Statue auf dem Grünstreifen der Commonwealth Avenue Mall wurde 1865 an der Ecke Arlington Street errichtet.
Das Ende der Straße in Newton wurde 1895 gebaut und sah bereits zu diesem Zeitpunkt einen Schienenstrang für die damalige Middlesex and Boston Street Railway (heute MBTA) vor. Seit 1930 enden die Zugverbindungen an der Bostoner Stadtgrenze, Busse fuhren auf der Commonwealth Avenue zuletzt 1976. Um die Nutzung der Straßenbahn zwischen Boston und Auburndale zu erhöhen, wurde 1897 am Ende der Straße über dem Charles River der 1963 wieder geschlossene Freizeitpark Norumbega Park errichtet.

## Statuen
Beginnend am Boston Public Garden können in westlicher Richtung die folgenden Statuen entlang der Commonwealth Avenue Mall betrachtet werden:
- Alexander Hamilton – Koautor der Federalist Papers. Bildhauerarbeit von William Rimmer. Dies ist die erste Statue, die 1865 auf der Mall platziert wurde.
- John Glover – Soldat im Amerikanischen Unabhängigkeitskrieg. Bildhauerarbeit von Martin Milmore, 1875.
- Patrick Andrew Collins – ehemaliger Bürgermeister von Boston. Bildhauerarbeit von Henry Hudson Kitson und Theo Alice Ruggles Kitson. Die Statue wurde 1966 von ihrem ursprünglichen Platz in Charlesgate aufgrund der Bauarbeiten am Bowker Overpass auf diesen neuen Standort versetzt.
- Das Vendome Memorial – Ehrenmal zum Gedenken an neun Feuerwehrmänner, die 1972 während des Hotel Vendome fire ums Leben kamen. Bildhauerarbeit von Theodore Clausen in Zusammenarbeit mit dem Landschaftsarchitekten Peter White, 1997.
- William Lloyd Garrison – Abolitionist und Journalist. Bildhauerarbeit von Owen Levi Warner.
- Samuel Eliot Morison – Marinehistoriker und Schriftsteller. Bildhauerarbeit von Penelope Jencks, 1982.
- Das Boston Women’s Memorial – Ehrenmal mit Statuen von Abigail Adams, Lucy Stone und Phillis Wheatley. Bildhauerarbeit von Meredith Bergmann, 2003.
- Domingo Sarmiento – ehemaliger Präsident von Argentinien. Bildhauerarbeit von Yvette Compagnion, 1973. Obwohl die Statue bereits im Jahr 1913 als Geschenk der Argentinischen Regierung gestiftet wurde, erreichte sie Boston erst 60 Jahre später.
- Leif Eriksson – erster Europäischer Entdecker von Neufundland. Bildhauerarbeit von Anne Whitney, 1887. Die Statue wurde von Eben Norton Horsford, dem Erfinder des Backpulvers, in Auftrag gegeben und stand ursprünglich an der Ecke zur Massachusetts Avenue, wurde aber 1917 nach Charlesgate versetzt.